# Stan Mikita

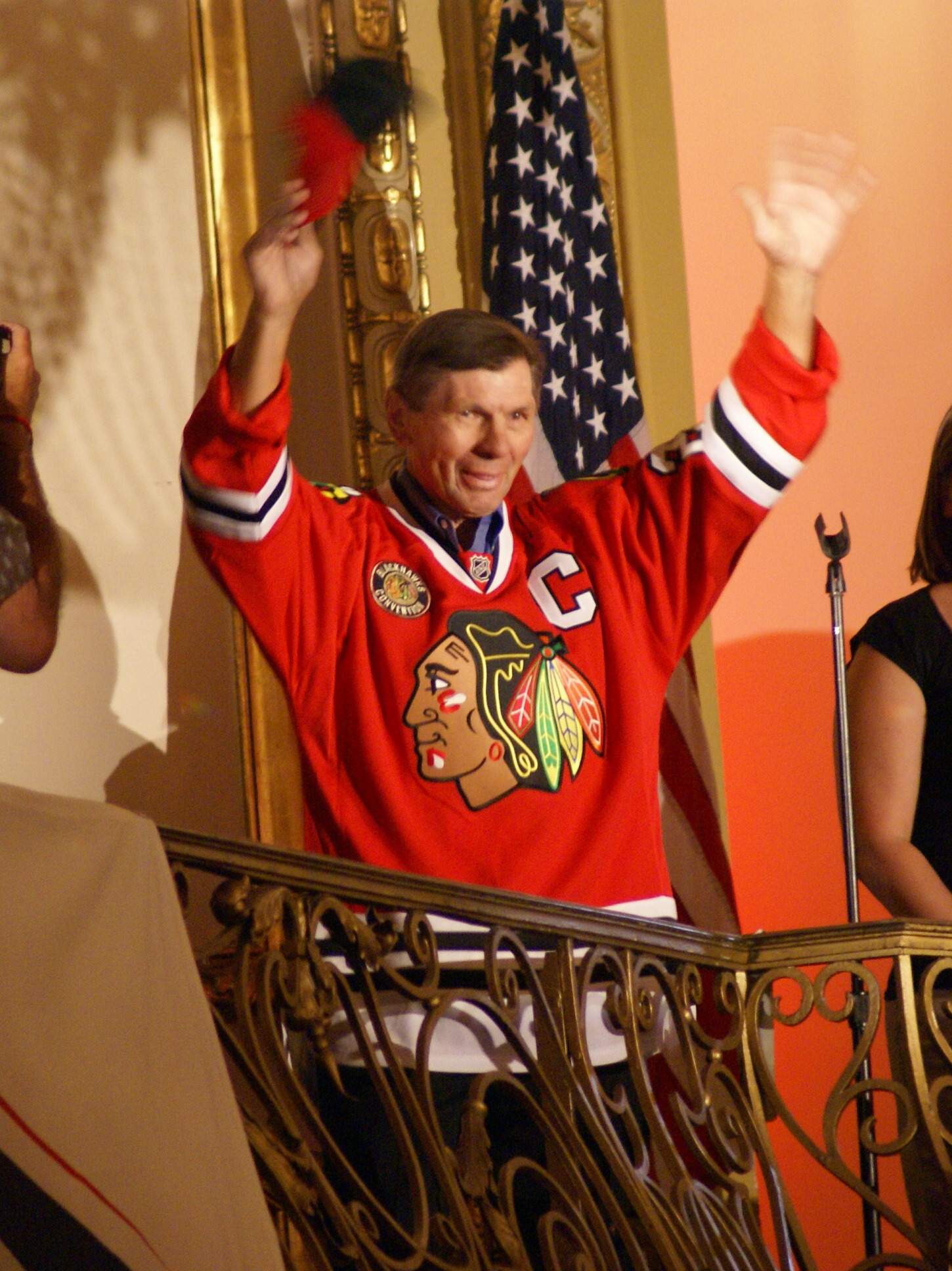
Stan Mikita in 2009

Stanley Mikita (geboren Stanislav Guoth; Sokolče, 20 mei 1940 – 7 augustus 2018) was een Slowaaks-Canadese professionele ijshockeyer, algemeen beschouwd als een van de besten in het midden van de jaren zestig. In 1961 won hij de Stanley Cup met de Chicago Blackhawks, bij wie hij zijn hele carrière speelde.
- International Standard Name Identifier: 0000 0000 3133 7440
- Library of Congress Control Number: n50043208
- Nationale Bibliotheek van Tsjechië: xx0232464
- Virtual International Authority File: 48007418
- WorldCat: E39PBJxWVr88M8mgR4fv3RmWXd